# Riccia stenophylla
Riccia stenophylla là một loài rêu trong họ Ricciaceae. Loài này được Spruce mô tả khoa học đầu tiên năm 1889.